# Logische disjunctie

Venndiagram van

In de logica en de wiskunde is de logische disjunctie (symbool: {\displaystyle \scriptstyle \lor }, OF of OR) een logische operator met de betekenis "en/of".

## Definitie
Met de logische disjunctie wordt uit twee uitspraken {\displaystyle A} en {\displaystyle B} de samengestelde uitspraak {\displaystyle A\lor B} gevormd; hierin worden {\displaystyle A} en {\displaystyle B} de disjuncten genoemd. De samengestelde uitspraak is waar dan en slechts dan als ten minste een van de samenstellende uitspraken waar is, dus dat alleen {\displaystyle A} waar is, of alleen {\displaystyle B}, of beide. Anders gezegd is de disjunctie {\displaystyle A\lor B} onwaar als zowel {\displaystyle A} als {\displaystyle B} onwaar zijn, en waar in alle andere gevallen. De disjunctie heeft de volgende waarheidstabel:
| {\displaystyle A} | {\displaystyle B} |  | {\displaystyle A\lor B} |
| ----------------- | ----------------- |  | ----------------------- |
| T                 | T                 |  | T                       |
| T                 | F                 |  | T                       |
| F                 | T                 |  | T                       |
| F                 | F                 |  | F                       |
Een voorbeeld van een disjunctie is:
Jan zwemt of Clara fietst.
In het alledaags taalgebruik van "A of B" zit min of meer de suggestie dat het niet allebei is. Als die mogelijkheid wel bestaat kan dat expliciet gemaakt worden met de toevoeging "of allebei", of met de formulering "A en/of B". Het tegendeel kan expliciet gemaakt worden met de toevoeging "maar niet allebei". In de logica wordt dit laatste een "exclusieve disjunctie" of "exclusieve or" (XOR) genoemd. Formeel gesproken kan "of" ook betekenen dat beide kanten waar zijn, en wordt daarom ook inclusieve disjunctie genoemd. 
Het equivalente begrip in de verzamelingenleer is de vereniging.

## Associativiteit en commutativiteit
Logische disjunctie is associatief en commutatief. Dat wil zeggen dat {\displaystyle (A\lor B)\lor C} logisch equivalent is met {\displaystyle A\lor (B\lor C)} (associativiteit) — de haakjes kunnen dus zonder ambiguïteit te veroorzaken weggelaten worden — en dat {\displaystyle A\lor B} logisch equivalent is aan {\displaystyle B\lor A} (commutativiteit).

## Bitsgewijze bewerking
Disjunctie wordt vaak gebruikt voor bitsgewijze bewerkingen. Voorbeelden:
- 0 or 0 = 0
- 0 or 1 = 1
- 1 or 0 = 1
- 1 or 1 = 1
- 1010 or 1110 = 1110

Merk op dat in computerwetenschappen de OF-operator gebruikt kan worden om een bit op 1 te zetten door een OF-bewerking met een 1 bit.